# Хитні майданчики
Хитні майданчики (рос. качающиеся площадки, англ. suringing compersation platforms; нім. Schwingbühne f) — спеціальні пристрої, що встановлюються на приймальних майданчиках шахтних стволів і призначені для компенсації неточності зупинки клітей, що висять на підйомному канаті при їх завантаженні та розвантаженні.
Конструктивно хитні майданчики — дві опорні металеві рами та два хитних мости з рейками для вагонеток.